# جو آرمسترانگ (هنرپیشه)
جو آرمسترانگ (انگلیسی: Joe Armstrong؛ زادهٔ ۷ اکتبر ۱۹۷۸) بازیگر اهل انگلستان است. وی از سال ۱۹۹۸ میلادی تاکنون مشغول فعالیت بوده‌است.
از فیلم‌های او می‌توان به نزدیک‌تر به ماه اشاره کرد.